# 조반니 파이시엘로

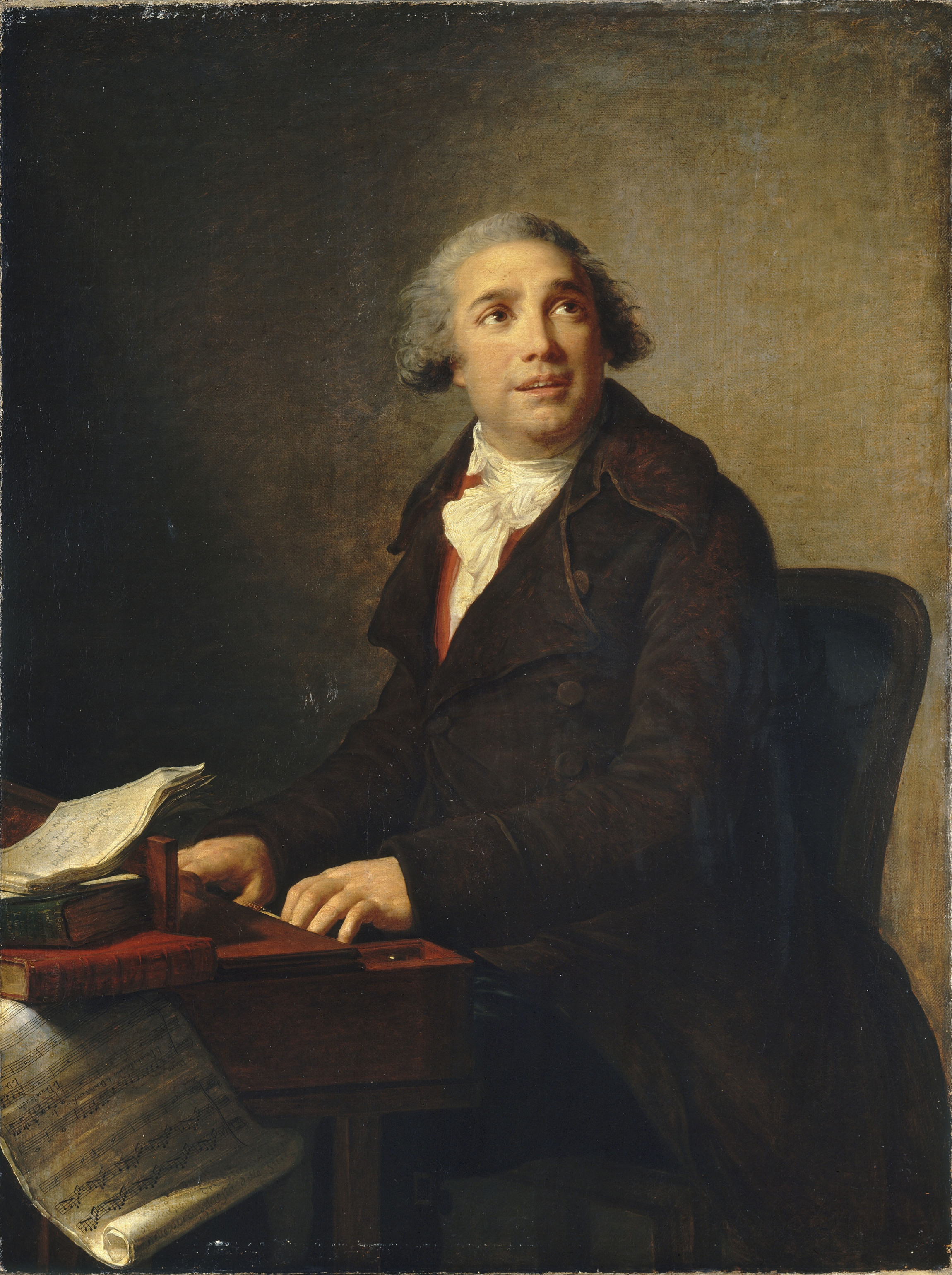
조반니 파이시엘로의 초상화

조반니 파이시엘로(Giovanni Paisiello, 1740년 5월 9일 ~ 1816년 6월 5일)는 치마로사, 페르골레시와 함께 이름난 18세기의 오페라 부파의 작곡가이다. 나폴리에서 활약하였으며 1776년 36세로 러시아의 여황제 예카테리나 2세에 초빙되어 궁정 지휘자 및 이탈리아 오페라 감독이 되었다. 그동안 오페라 부파 <세비야의 이발사>를 작곡했는데, 이는 로시니에 의한 동명의 명작이 쓰일 때까지 절대적 인기를 얻었다. 1784년 나폴리로 돌아왔으며 뒤에 나폴레옹 보나파르트에 초빙되어 한동안 예배당 악장으로 일했다. 그 오페라는 성격묘사의 교묘함과 오케스트라의 극적 용법으로 알려져 있다.